# Инуяма (княжество)

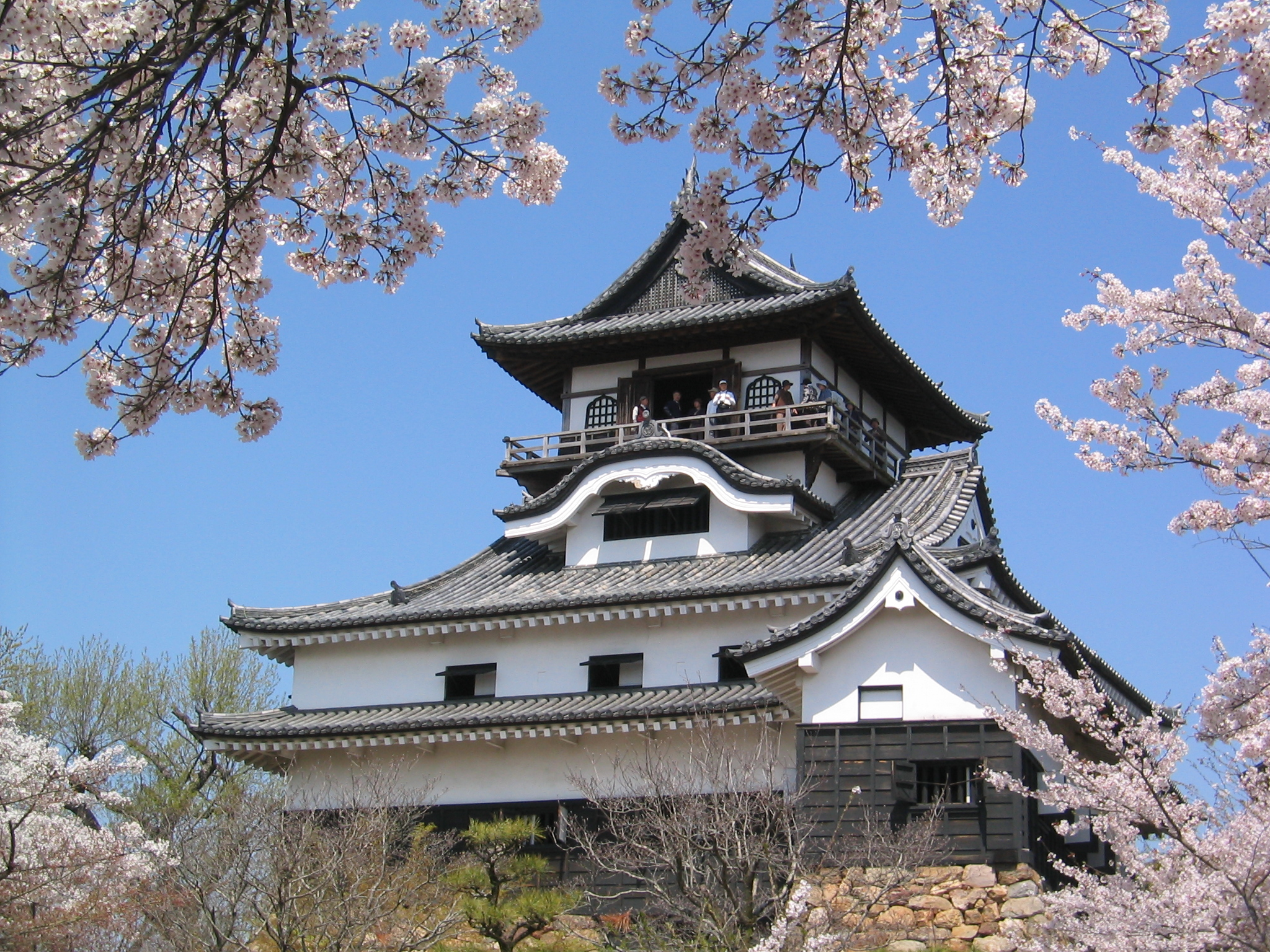
Замок Инуяма

Княжество Инуяма (яп. 犬山藩 Инуяма-хан) — феодальное княжество (хан) в Японии периода Эдо (1600—1871), в провинции Овари региона Токайдо на острове Хонсю.

## Краткая история
Административный центр княжества: Замок Инуяма в провинции Овари (современный город Инуяма, префектура Айти)
Доход хана:
- 1616—1871 годы — 30-35 000 коку риса

В 1600 году после победы в битве при Сэкигахара Токугава Иэясу пожаловал домен Инуяма в провинции Овари Огасаваре Ёсицугу (1548—1616). В 1606 году он был переведен из замка Инуяма в Сакура-хан (провинция Синано).
В 1607 году Инуяма-хан получил во владение Хирайва Тикаёси (1542—1611), бывший владелец замка Умабаяси в провинции Кодзукэ.
В 1616-1871 годах княжество Инуяма находилось под управлением рода Нарусэ. В 1616 году первым правителем хана стал Нарусэ Масанари (1567—1635), бывший правитель Курихара-хана (провинция Хитати). Его потомки правили в княжестве вплоть до 1871 года.
Первоначально Инуяма-хан находилась в зависимости от Овари-хана, где правили представители рода Токугава, и считалось его дочерним княжеством. В 1868 году была признана самостоятельность княжества Инуяма от Овари-хана.
Инуяма-хан был ликвидирован в 1871 году. Территория княжества превратилась в префектуру Инуяма. Через три месяца префектура Инуяма было объединена с префектурой Нагоя, которая в 1872 году была переименована в префектуру Айти.

## Правители княжества
- Род Огасавара, 1600—1606 (фудай-даймё)

| № | Имя               | Имя        | Годы правления | Годы жизни  | Примечания              |
| - | ----------------- | ---------- | -------------- | ----------- | ----------------------- |
| 1 | Огасавара Ёсицугу | 小笠原吉次 | 1600 — 1606    | 1548 — 1616 | Внук Огасавара Нагатоки |

- Род Хирайва, 1607—1611 (фудай-даймё)

| № | Имя             | Имя       | Годы правления | Годы жизни  | Примечания            |
| - | --------------- | --------- | -------------- | ----------- | --------------------- |
| 1 | Хирайва Такаёси | 平岩 親吉 | 1607 — 1611    | 1542 — 1611 | Вассал Токугава Иэясу |

- Род Нарусэ, 1616—1871 (фудай-даймё)

| № | Имя              | Имя      | Годы правления | Годы жизни  | Примечания                                                                |
| - | ---------------- | -------- | -------------- | ----------- | ------------------------------------------------------------------------- |
| 1 | Нарусэ Масанари  | 成瀬正成 | 1616 — 1625    | 1567 — 1625 | Старший сын и преемник Нарусэ Масакадзу                                   |
| 2 | Нарусэ Масатора  | 成瀬正虎 | 1625 — 1659    | 1594 — 1663 | Старший сын Нарусэ Масанари                                               |
| 3 | Нарусэ Масатика  | 成瀬正親 | 1659 — 1703    | 1639 — 1703 | Старший сын и преемник Нарусэ Масаторы                                    |
| 4 | Наруэ Масаюки    | 成瀬正幸 | 1703 — 1732    | 1680 — 1743 | Старший сын и преемник Нарусэ Масатики                                    |
| 5 | Нарусэ Масамото  | 成瀬正泰 | 1732 — 1768    | 1709 — 1785 | Старший сын Нарусэ Масаюки                                                |
| 6 | Нарусэ Масанори  | 成瀬正典 | 1768 — 1809    | 1742 — 1820 | Второй сын Нарусэ Масамото                                                |
| 7 | Нарусэ Масанага  | 成瀬正壽 | 1809 — 1838    | 1782 — 1838 | Четвертый сын и преемник Нарусэ Масанори                                  |
| 8 | Нарусэ Масадзуми | 成瀬正住 | 1838 — 1857    | 1812 — 1857 | Сын Нарусэ Масанаги                                                       |
| 9 | Нарусэ Масамицу  | 成瀬正肥 | 1857 — 1871    | 1836 — 1903 | Третий сын Аоямы Таданаги, даймё Сасаяма-хана, усыновлён Нарусэ Масадзуми |